# Drohobytsj
Drohobytsj (Oekraïens: Дрогобич, [droˈɦɔbɪt͡ʃ]; Pools: Drohobycz) is een stad in de Oekraïense oblast Lviv, met ongeveer 74.610 inwoners (gegevens 2021). Van 1939-1941 en 1944-1959 was het de hoofdstad van Drohobytsj Oblast.
De stad werd gesticht aan het einde van de elfde eeuw als belangrijke handelspost tussen het Kievse Rijk en het westen van Europa. De stad werd later vernoemd naar de arts en filosoof Joeri Drohobytsj. Na de ondergang van de lokale Roetheense dynastie en de daaropvolgende inlijving van het Vorstendom Galicië-Wolynië door Koninkrijk Polen in 1349, ontwikkelde de stad zich als een handels- en zoutziederijcentrum.
Drohobytsj werd na de eerste Pools-Litouwse deling in 1772 onderdeel van het Habsburgse Rijk.
In het midden van de 19e eeuw werd het Europa's grootste oliewinningsgebied, wat aanzienlijk bijdroeg aan de snelle ontwikkeling van de stad. Toen na de Eerste Wereldoorlog de Oostenrijks-Hongaarse dubbelmonarchie uit elkaar viel, werd Drohobytsj in 1918 weer bij Polen gevoegd.
In 1939 werd Polen, als gevolg van het Molotov-Ribbentroppact opnieuw opgedeeld. Drohobytsj werd onderdeel van de Oekraïense Socialistische Sovjetrepubliek en bleef ook na het uiteenvallen van de Sovjet-Unie (USSR) in 1991 onderdeel van Oekraïne.

## Geschiedenis
Volgens verhalen uit overlevering bestond er al vroeg in de periode van het Kievse Rijk een nederzetting, Bych genaamd, van zouthandelaren. Nadat de nederzetting werd vernietigd tijdens een inval van Koemanen, herbouwden overlevenden deze op een nabijgelegen locatie onder de huidige naam, dat Tweede Bych betekent.
De stad wordt in 1387 voor het eerst genoemd in de gemeentelijke archieven van Lviv, in verband met een man genaamd Martin (Marcin) van Drohobytsj. In 1393 geeft de Poolse koning Wladislaus II Jagiello de opdracht tot bouw van de eerste Rooms-Katholieke Parochiekerk, daarbij gebruikmakend van de fundamenten van oudere Roetheense gebouwen. In het Pools-Litouwse Gemenebest werd de stad het centrum van een grote Starostwo (groot district binnen het Roetheense Woiwodschap.
Ergens in de 15e eeuw ontving Drohobytsj het Maagdenburgse recht. Hoewel bronnen voor dit eerste stadsrecht verschillen (van 1422 tot zelfs 1496) werden in 1506 de stadsrechten bevestigd door Koning Alexander van Polen. De zoutindustrie werd een significant onderdeel in de 14e tot en met 16e eeuw.
Reeds vroeg in de 17e eeuw kende de stad een Oekraïens Katholieke broederschap. In 1648, tijdens de Chmelnytskyopstand werd de stad en zijn kathedraal bestormd door Oekraïense Kozakken. Het merendeel van de lokale Polen, net als de Grieks-Katholieken en de Joden, werden vermoord. Een enkeling wist zich te verbergen in de klokkentoren en overleefde de inval.
Na de Poolse deling van 1772 werd de stad onderdeel van de Habsburgse monarchie. In de 19e eeuw werden er grote olievelden ontdekt, waardoor Drohobytsj een belangrijk centrum voor de olie- en gasindustrie werd.
Na de Eerste Wereldoorlog werd het gebied in 1918 onderdeel van de West Oekraïense Volksrepubliek (Zakhidnoukrayins’ka Narodna Respublika; ZUNR), dat slechts kort zou bestaan. De ZUNR werd snel ingelijfd door de Tweede Poolse Republiek als gevolg van de Pools-Oekraïense Oorlog. De stad werd onderdeel van het Woiwodschap Lwów in 1919.
De bevolking groeide naar rond de 40.000 inwoners in de late jaren 20 en de olieraffinaderij Polmin werd een van de grootsten in Europa met rond de 800 medewerkers.
Bezoekers kwamen om de verschillende houten kerken te bezoeken, waarvan de houten Sint Joris-kerk (Pools: Cerkiew św. Jura w Drohobyczu, Oekraïens: Церква святого Юра) een van de oudste en bekendste is en als wordt beschouwd als de mooiste houten kerk in de Tweede Poolse Republiek.
Op 1 september 1939 viel Nazi-Duitsland Polen binnen, op 17 september gevolgd door de Sovjet-Unie. Polen werd verdeeld volgens het Duits-Sovjet-Russisch grens- en vriendschapsverdrag en Pools Galicië, waaronder de stad Drohobytsj, werd geannexeerd door de Sovjet-Unie.
Tijdens de Sovjetbezetting werd het de hoofdstad van Drohobytsj Oblast. De lokale Poolse scouting verenigde zich en smokkelde tussen eind 1939 en begin 1940 honderden mensen uit de Sovjet-Unie naar Hongarije door de Karpaten. Begin juli 1941, al in de eerste weken van de Nazi-invasie van de USSR, werd de stad veroverd door Nazi-Duitsland.
Voor de Tweede Wereldoorlog kende Drohobytsj een significante Joodse gemeenschap van rond de 15.000 mensen, rond 40% van de totale bevolking. Direct na de Duitse inval begonnen Oekraïense nationalisten een pogrom die drie dagen zou duren en werd gesteund door de Duitse bezettingsmacht. In 1942 vonden diverse selecties, deportaties en executies plaats in de straten van Drohobytsj, uitgevoerd door Duitse troepen, ondersteund door Oekraïense vrijwillige hulppolitie.
In oktober 1942 werd het Getto van Drohobytsj ingevoerd en werden daar zo'n 10.000 Joden gevangen gezet, waaronder ook uit omliggende dorpen. In juni 1943 werd de getto 'opgeheven'. Slechts 800 Joden overleefden dit.
Op 6 augustus 1944 kwam aan de Duitse bezetting een einde toen het Rode Leger de stad binnentrok.
Na de Tweede Wereldoorlog bleef Drohobytsj de hoofdstad van het oblast tot het in 1959 werd opgenomen in Oblast Lviv. In de Sovjetperiode groeide Drohobytsj uit tot belangrijk industrieel centrum van westelijk Oekraïne, met hoogontwikkelde olieraffinaderijen, machinebouw, houtbewerking, voedsel en lichte industrie.

## Demografie
De bevolking van Drohobytsj door de jaren:
- 1931 – 32.300
- 1959 – 42.000
- 1978 – 65.998
- 1989 – 77.571
- 2001 – 79.119
- 2010 – 78.368
- 2020 - 75.396

## Bezienswaardigheden
- Grote Synagoge (19e eeuw)

## Geboren
- Maurycy Gottlieb (1856-1879), kunstschilder
- Ivan Franko (Nahoejevytsji, nabij Drohobytsj 1856-1916), schrijver en dichter
- Andriy Atanasovich Melnyk (1890-1964), generaal Eerste Wereldoorlog
- Bruno Schulz (1892-1942), schrijver, schilder en graficus
- Kazimierz Wierzyński (1894-1969), schrijver
- David Horowitz (1899-1979), econoom, directeur Bank van Israel
- Zenon Kossak (1907-1939), nationalist
- Volodymyr Bileka (1979), wielrenner
- Jaroslav Popovytsj (1980), wielrenner